# Torcy-le-Petit (Senna Marittima)
Torcy-le-Petit è un comune francese di 491 abitanti situato nel dipartimento della Senna Marittima nella regione della Normandia.

## Società

### Evoluzione demografica
Abitanti censiti